# Новлейское сельское поселение
Новлейское се́льское поселе́ние — упразднённое муниципальное образование в Инсарском районе Мордовии Российской Федерации.
Административный центр — село Новлей.

## История
Статус и границы сельского поселения установлены Законом Республики Мордовия от 28 декабря 2004 года № 119-З «Об установлении границ муниципальных образований Инсарского муниципального района, Инсарского муниципального района и наделении их статусом сельского поселения, городского поселения и муниципального района».
Законом от 17 мая 2018 года N 41-З Новлейское, Староверхисское, Яндовищенское сельские поселения и одноимённые сельсоветы были упразднены, а входившие в их состав населённые пункты были включены в состав новообразованного Нововерхисского сельского поселения и сельсовета с административным центром в селе Новые Верхиссы.

## Население
| 2002 | 2010 | 2012 | 2013 | 2014 | 2015 | 2016 |
| ---- | ---- | ---- | ---- | ---- | ---- | ---- |
| 344  | ↘269 | ↘263 | ↘256 | ↘247 | ↘239 | ↗247 |
| 2017 | 2018 | 2019 |      |      |      |      |
| ↘233 | ↘228 | ↘218 |      |      |      |      |

## Состав сельского поселения
| № | Населённый пункт | Тип населённого пункта | Население |
| - | ---------------- | ---------------------- | --------- |
| 1 | Александровка    | деревня                | ↘0        |
| 2 | Новлей           | село                   | ↘269      |